# Liste des sénateurs du 110e congrès des États-Unis

Carte électorale des États-Unis établie en fonction de l'appartenance politique des sénateurs lors du. Les états en rouge ont deux sénateurs républicains, ceux en bleu ont deux sénateurs démocrates. Les états en pourpre sont représentés par un sénateur républicain et par un sénateur démocrate et ceux en gris par un démocrate et un indépendant.

Liste des sénateurs du 110e congrès des États-Unis (2007-2009) :

## Composition lors de la législature 2007-2009
La composition du 110e Congrès (janvier 2007 - janvier 2009) était :
- Parti démocrate : 49
- Parti républicain : 49
- Indépendants : 2 (qui sont tous deux inscrits parmi les démocrates)

| R | R | R | R | R | R | R | R | R | R | R | R | R | R | R | R | R | R | R | R | R | R | R | R | R |
| R | R | R | R | R | R | R | R | R | R | R | R | R | R | R | R | R | R | R | R | R | R | R | R | I |
| I | D | D | D | D | D | D | D | D | D | D | D | D | D | D | D | D | D | D | D | D | D | D | D | D |
| D | D | D | D | D | D | D | D | D | D | D | D | D | D | D | D | D | D | D | D | D | D | D | D | D |

### Ancienne composition du Sénat lors de la législature 2005-2007
La composition Sénat du 109e Congrès des États-Unis (4 janvier 2005-3 janvier 2007) était :
| + | Républicains : 55 |
| + | Démocrates : 44   |
| + | Indépendant: 1    |

| + | + | + | + | + | + | + | + | + | + | + | + | + | + | + | + | + | + | + | + | + | + | + | + | + |
| + | + | + | + | + | + | + | + | + | + | + | + | + | + | + | + | + | + | + | + | + | + | + | + | + |
| + | + | + | + | + | + | + | + | + | + | + | + | + | + | + | + | + | + | + | + | + | + | + | + | + |
| + | + | + | + | + | + | + | + | + | + | + | + | + | + | + | + | + | + | + | + | + | + | + | + | + |

## Les postes spéciaux
- Président du Sénat : Richard B. Cheney, rôle constitutionnellement dévolu au vice-président des États-Unis ;
- ''President pro tempore of the Senate (préside le Sénat à la place du vice-président des États-Unis, il est le doyen des sénateurs du parti majoritaire) : Robert Byrd (Démocrate-Virginie-Occidentale) ;
- Senate Majority Leader (Président du groupe des sénateurs du parti majoritaire) : Harry Reid (Démocrate-Nevada) ;
- Senate Minority Leader (Président du groupe des sénateurs du parti minoritaire) : Mitch McConnell (Républicain-Kentucky) ;
- Senate Majority Whip (Vice-président du groupe des sénateurs du parti majoritaire) : Richard Durbin (Démocrate-Illinois) ;
- Senate Minority Whip (Vice-président du groupe des sénateurs du parti minoritaire) : Jon Kyl (Républicain-Arizona).

## Les sénateurs
| Sénateur                       | État                 | Parti                      | Début de mandat | Fin de mandat |
| ------------------------------ | -------------------- | -------------------------- | --------------- | ------------- |
| Richard C. Shelby              | Alabama              | Républicain                | 1987            | 2011          |
| Jefferson B. Sessions III      | Alabama              | Républicain                | 1997            | 2009          |
| Theodore F. Stevens            | Alaska               | Républicain                | 1968            | 2009          |
| Lisa Murkowski                 | Alaska               | Républicain                | 2002            | 2011          |
| John McCain                    | Arizona              | Républicain                | 1987            | 2011          |
| Jon L. Kyl                     | Arizona              | Républicain                | 1995            | 2013          |
| Blanche L. Lincoln             | Arkansas             | Démocrate                  | 1999            | 2011          |
| Mark Pryor                     | Arkansas             | Démocrate                  | 2003            | 2009          |
| Dianne G. B. Feinstein         | Californie           | Démocrate                  | 1992            | 2013          |
| Barbara L. Boxer               | Californie           | Démocrate                  | 1993            | 2011          |
| Richard Burr                   | Caroline du Nord     | Républicain                | 2005            | 2011          |
| Elizabeth Dole                 | Caroline du Nord     | Républicain                | 2003            | 2009          |
| Jim DeMint                     | Caroline du Sud      | Républicain                | 2005            | 2011          |
| Lindsey O. Graham              | Caroline du Sud      | Républicain                | 2003            | 2009          |
| Ken Salazar                    | Colorado             | Démocrate                  | 2005            | 2011          |
| A. Wayne Allard                | Colorado             | Républicain                | 1997            | 2009          |
| Christopher J. Dodd            | Connecticut          | Démocrate                  | 1981            | 2011          |
| Joseph I. Lieberman            | Connecticut          | Indépendant (ex-démocrate) | 1989            | 2013          |
| Kent Conrad                    | Dakota du Nord       | Démocrate                  | 1987            | 2013          |
| Byron L. Dorgan                | Dakota du Nord       | Démocrate                  | 1993            | 2011          |
| John Thune                     | Dakota du Sud        | Républicain                | 2005            | 2011          |
| Timothy P. Johnson             | Dakota du Sud        | Démocrate                  | 1997            | 2009          |
| Joseph R. Biden Jr.            | Delaware             | Démocrate                  | 1973            | 2009          |
| Thomas R. Carper               | Delaware             | Démocrate                  | 2001            | 2013          |
| Mel Martinez                   | Floride              | Républicain                | 2005            | 2011          |
| C. William Nelson              | Floride              | Démocrate                  | 2001            | 2013          |
| Johnny Isakson                 | Géorgie              | Républicain                | 2005            | 2011          |
| C. Saxby Chambliss             | Géorgie              | Républicain                | 2003            | 2009          |
| Daniel K. Inouye               | Hawaii               | Démocrate                  | 1963            | 2011          |
| Daniel K. Akaka                | Hawaii               | Démocrate                  | 1991            | 2013          |
| Larry E. Craig                 | Idaho                | Républicain                | 1991            | 2009          |
| Michael D. Crapo               | Idaho                | Républicain                | 1999            | 2011          |
| Richard J. Durbin              | Illinois             | Démocrate                  | 1997            | 2009          |
| Barack Obama                   | Illinois             | Démocrate                  | 2005            | 2011          |
| Richard G. Lugar               | Indiana              | Républicain                | 1977            | 2013          |
| B. Evans « Evan » Bayh III     | Indiana              | Démocrate                  | 1999            | 2011          |
| Charles E. Grassley            | Iowa                 | Républicain                | 1981            | 2011          |
| Thomas R. Harkin               | Iowa                 | Démocrate                  | 1985            | 2009          |
| Samuel D. Brownback            | Kansas               | Républicain                | 1996            | 2011          |
| C. Patrick Roberts             | Kansas               | Républicain                | 1997            | 2009          |
| A. Mitchell McConnell Jr.      | Kentucky             | Républicain                | 1985            | 2009          |
| James P. D. Bunning            | Kentucky             | Républicain                | 1999            | 2011          |
| David Vitter                   | Louisiane            | Républicain                | 2005            | 2011          |
| Mary L. Landrieu               | Louisiane            | Démocrate                  | 1997            | 2009          |
| Olympia J. Snowe               | Maine                | Républicain                | 1995            | 2013          |
| Susan M. Collins               | Maine                | Républicain                | 1997            | 2009          |
| Ben Cardin                     | Maryland             | Démocrate                  | 2007            | 2013          |
| Barbara A. Mikulski            | Maryland             | Démocrate                  | 1987            | 2011          |
| Edward M. Kennedy              | Massachusetts        | Démocrate                  | 1962            | 2013          |
| John F. Kerry                  | Massachusetts        | Démocrate                  | 1985            | 2009          |
| Carl M. Levin                  | Michigan             | Démocrate                  | 1979            | 2009          |
| Deborah A. Stabenow            | Michigan             | Démocrate                  | 2001            | 2013          |
| Amy Klobuchar                  | Minnesota            | Démocrate                  | 2007            | 2013          |
| Norm Coleman                   | Minnesota            | Républicain                | 2003            | 2009          |
| W. Thad Cochran                | Mississippi          | Républicain                | 1979            | 2009          |
| Roger Wicker                   | Mississippi          | Républicain                | 2007            | 2013          |
| Christopher S. « Kit » Bond    | Missouri             | Républicain                | 1987            | 2011          |
| Claire McCaskill               | Missouri             | Démocrate                  | 2007            | 2013          |
| Max S. Baucus                  | Montana              | Démocrate                  | 1979            | 2009          |
| Jon Tester                     | Montana              | Démocrate                  | 2007            | 2013          |
| Charles T. Hagel               | Nebraska             | Républicain                | 1997            | 2009          |
| E. Benjamin Nelson             | Nebraska             | Démocrate                  | 2001            | 2013          |
| Harry M. Reid                  | Nevada               | Démocrate                  | 1987            | 2011          |
| John E. Ensign                 | Nevada               | Républicain                | 2001            | 2013          |
| Judd A. Gregg                  | New Hampshire        | Républicain                | 1993            | 2011          |
| John E. Sununu                 | New Hampshire        | Républicain                | 2003            | 2009          |
| Robert Menendez                | New Jersey           | Démocrate                  | 2006            | 2013          |
| Frank R. Lautenberg            | New Jersey           | Démocrate                  | 2003            | 2009          |
| Chuck Schumer                  | New York             | Démocrate                  | 1999            | 2011          |
| Hillary Rodham Clinton         | New York             | Démocrate                  | 2001            | 2013          |
| Peter V. Domenici              | Nouveau-Mexique      | Républicain                | 1973            | 2009          |
| Jesse F. « Jeff » Bingaman Jr. | Nouveau-Mexique      | Démocrate                  | 1983            | 2013          |
| Sherrod Brown                  | Ohio                 | Démocrate                  | 2007            | 2013          |
| George V. Voinovich            | Ohio                 | Républicain                | 1999            | 2011          |
| Tom Coburn                     | Oklahoma             | Républicain                | 2005            | 2011          |
| James M. Inhofe                | Oklahoma             | Républicain                | 1995            | 2009          |
| Ronald L. Wyden                | Oregon               | Démocrate                  | 1997            | 2011          |
| Gordon H. Smith                | Oregon               | Républicain                | 1997            | 2009          |
| Arlen Specter                  | Pennsylvanie         | Républicain                | 1981            | 2011          |
| Bob Casey Jr                   | Pennsylvanie         | Démocrate                  | 2007            | 2013          |
| John F. « Jack » Reed          | Rhode Island         | Démocrate                  | 1997            | 2009          |
| Sheldon Whitehouse             | Rhode Island         | Démocrate                  | 2007            | 2013          |
| Bob Corker                     | Tennessee            | Républicain                | 2007            | 2013          |
| Lamar A. Alexander             | Tennessee            | Républicain                | 2003            | 2009          |
| Kay Bailey Hutchison           | Texas                | Républicain                | 1993            | 2013          |
| John Cornyn                    | Texas                | Républicain                | 2003            | 2009          |
| Orrin G. Hatch                 | Utah                 | Républicain                | 1977            | 2013          |
| Robert F. Bennett              | Utah                 | Républicain                | 1993            | 2011          |
| Patrick J. Leahy               | Vermont              | Démocrate                  | 1975            | 2011          |
| Bernie Sanders                 | Vermont              | Indépendant                | 2007            | 2013          |
| John W. Warner                 | Virginie             | Républicain                | 1979            | 2009          |
| James "Jim" Webb Jr.           | Virginie             | Démocrate                  | 2007            | 2013          |
| Robert C. Byrd                 | Virginie-Occidentale | Démocrate                  | 1959            | 2013          |
| John D. « Jay » Rockefeller IV | Virginie-Occidentale | Démocrate                  | 1985            | 2009          |
| Patricia Murray                | Washington           | Démocrate                  | 1993            | 2011          |
| Maria E. Cantwell              | Washington           | Démocrate                  | 2001            | 2013          |
| Herbert H. Kohl                | Wisconsin            | Démocrate                  | 1989            | 2013          |
| Russell D. Feingold            | Wisconsin            | Démocrate                  | 1993            | 2011          |
| John Barrasso                  | Wyoming              | Républicain                | 2007            | 2009          |
| Michael B. Enzi                | Wyoming              | Républicain                | 1997            | 2009          |

## Listes historiques de sénateurs
| - Liste des sénateurs de l'Alabama - Liste des sénateurs de l'Alaska - Liste des sénateurs de l'Arizona - Liste des sénateurs de l'Arkansas - Liste des sénateurs de la Californie - Liste des sénateurs de la Caroline du Nord - Liste des sénateurs de la Caroline du Sud - Liste des sénateurs du Colorado - Liste des sénateurs du Connecticut - Liste des sénateurs du Dakota du Nord - Liste des sénateurs du Dakota du Sud - Liste des sénateurs du Delaware - Liste des sénateurs de la Floride - Liste des sénateurs de la Géorgie - Liste des sénateurs d'Hawaï - Liste des sénateurs de l'Idaho | - Liste des sénateurs de l'Illinois - Liste des sénateurs de l'Indiana - Liste des sénateurs de l'Iowa - Liste des sénateurs du Kansas - Liste des sénateurs du Kentucky - Liste des sénateurs de la Louisiane - Liste des sénateurs du Maine - Liste des sénateurs du Maryland - Liste des sénateurs du Massachusetts - Liste des sénateurs du Michigan - Liste des sénateurs du Minnesota - Liste des sénateurs du Mississippi - Liste des sénateurs du Missouri - Liste des sénateurs du Montana - Liste des sénateurs du Nebraska - Liste des sénateurs du Nevada - Liste des sénateurs du New Hampshire | - Liste des sénateurs du New Jersey - Liste des sénateurs du Nouveau-Mexique - Liste des sénateurs du New York - Liste des sénateurs de l'Ohio - Liste des sénateurs de l'Oklahoma - Liste des sénateurs de l'Oregon - Liste des sénateurs de la Pennsylvanie - Liste des sénateurs du Rhode Island - Liste des sénateurs du Tennessee - Liste des sénateurs du Texas - Liste des sénateurs de l'Utah - Liste des sénateurs du Vermont - Liste des sénateurs de la Virginie - Liste des sénateurs de la Virginie Occidentale - Liste des sénateurs de Washington - Liste des sénateurs du Wisconsin - Liste des sénateurs du Wyoming |